# Ли, Эдвин Ма
Эдвин Ма Ли (англ. Edwin Mah Lee) — государственный и политический деятель Соединённых Штатов Америки.

## Биография
Родился 5 мая 1952 года в Сиэтле, штат Вашингтон. В 1930-х годах его родители иммигрировали в Соединенные Штаты из уезда Тайшань, провинции Гуандун Китайской республики. Отец Гок Суи Ли воевал в Корейской войне, а затем работал поваром и управлял рестораном в Сиэтле. Эдвин Ма Ли потерял отца в 15 лет, а его мать работала швеей и официанткой. У Эдвина Ма Ли было пять братьев и сестер. Эдвин Ма Ли учился в средней школе Франклина в Сиэтле, затем с отличием окончил Боудин-колледж в штате Мэн в 1974 году, а в 1978 году окончил юридический факультет Калифорнийского университета в Беркли.
Являлся членом Демократической партии США, был 43-м мэром Сан-Франциско и первым американцем азиатского происхождения, который занимал этот пост. В 2005 году занял должность городского администратора Сан-Франциско, а 11 января 2011 года Советом наблюдателей Сан-Франциско был назначен исполняющим обязанностей мэра Сан-Франциско для отработки оставшегося срока полномочий бывшего мэра Гэвина Ньюсома после того, как тот подал в отставку и стал лейтенантом-губернатором Калифорнии. 8 ноября 2011 года Эдвин Ма Ли победил на выборах и стал мэром Сан-Франциско, был переизбран в 2015 году и работал до своей смерти 12 декабря 2017 года.